# Devnenski hălmove
Devnenski hălmove este o arie protejată (arie specială de conservare — SAC, sit de importanță comunitară — SCI) din Bulgaria întinsă pe o suprafață de 297,75 ha, integral pe uscat.

## Localizare
Centrul sitului Devnenski hălmove este situat la coordonatele 43°12′46″N 27°37′56″E / 43.2127°N 27.6323°E.

## Înființare
Situl Devnenski hălmove a fost declarat sit de importanță comunitară în aprilie 2014 pentru a proteja . Situl a fost protejat și ca arie specială de conservare în decembrie 2018.

## Biodiversitate
Situată în ecoregiunea continentală, aria protejată conține 4 habitate naturale: Pajiști carstice calcaroase sau bazofile, de Alysso-Sedion albi, Pajiști uscate seminaturale și facies de acoperire cu tufișuri pe substraturi calcaroase (Festuco-Brometalia) (* situri importante pentru orhidee), Stepe ponto-sarmatice, Pante stâncoase calcaroase cu vegetație casmofită.
La baza desemnării sitului se află un număr nedeclarat de specii protejate:
Pe lângă speciile protejate, pe teritoriul sitului au mai fost identificate 6 specii de plante.